# Zwitsers voetballer van het jaar
De Zwitsers voetballer van het jaar is een voetbalprijs die sinds het seizoen 1972-1973 jaarlijks wordt uitgereikt aan de beste voetballer uit Zwitserland. De organisatie was in handen van het Zwitserse sportdagblad Sport.
Met de opheffing van de krant ging ook de verkiezing ter ziele (1997-1998), waarna de Zwitserse voetbalbond (ASF/SFV) en de hoogste divisie van het land, de Axpo Super League (ASL), de organisatie overnamen. Vanaf dat moment kwamen ook in Zwitserland actieve buitenlandse voetballers in aanmerking voor de onderscheiding en werd jaarlijks ook de beste voetbalster aangewezen.

## "Sport"-verkiezing
| Seizoen     | Zwitsers voetballer            | Zwitsers voetballer       | Beste buitenlander    | Beste buitenlander |
| Seizoen     | Winnaar                        | Club                      | Winnaar               | Club               |
| ----------- | ------------------------------ | ------------------------- | --------------------- | ------------------ |
| 1972 – 1973 | Karl Odermatt                  | FC Basel                  | geen uitverkiezing    | geen uitverkiezing |
| 1973 – 1974 | geen uitverkiezing             | geen uitverkiezing        | geen uitverkiezing    | geen uitverkiezing |
| 1974 – 1975 | Umberto Barberis               | Grasshopper-Club          | Ilija Katić           | FC Zürich          |
| 1975 – 1976 | Jakob «Köbi» Kuhn              | FC Zürich                 | Ilija Katić           | FC Zürich          |
| 1976 – 1977 | Hans-Jörg Pfister              | Servette FC               | Eigil Nielsen         | FC Basel           |
| 1977 – 1978 | Rudolf Elsener                 | Grasshopper-Club          | Martin Chivers        | Servette FC        |
| 1978 – 1979 | Umberto Barberis               | Grasshopper-Club          | Jurica Jerković       | FC Zürich          |
| 1979 – 1980 | Umberto Barberis               | Grasshopper-Club          | Piet Hamberg          | Servette FC        |
| 1980 – 1981 | Heinz Lüdi                     | FC Zürich                 | Robert Kok            | FC Lausanne-Sport  |
| 1981 – 1982 | Claudio Sulser                 | Grasshopper-Club          | Jurica Jerković       | FC Zürich          |
| 1982 – 1983 | Lucien Favre                   | Servette FC               | Jurica Jerković       | FC Zürich          |
| 1983 – 1984 | Heinz Hermann                  | Grasshopper-Club          | Raúl Nogués           | La Chaux-de-Fonds  |
| 1984 – 1985 | Heinz Hermann Rolf Osterwalder | Grasshopper-Club FC Aarau | Charly Herberth       | FC Aarau           |
| 1985 – 1986 | Heinz Hermann                  | Neuchâtel Xamax           | Lars Lunde            | BSC Young Boys     |
| 1986 – 1987 | Heinz Hermann                  | Neuchâtel Xamax           | Robert Prytz          | BSC Young Boys     |
| 1987 – 1988 | Heinz Hermann                  | Neuchâtel Xamax           | John Eriksen          | Servette FC        |
| 1988 – 1989 | Peter Nadig                    | FC Luzern                 | Karl-Heinz Rummenigge | Servette FC        |
| 1989 – 1990 | André Egli                     | Grasshopper-Club          | Iván Zamorano         | FC St. Gallen      |
| 1990 – 1991 | Adrian Knup                    | FC Luzern                 | Edwin Gorter          | FC Lugano          |
| 1991 – 1992 | Jean-Paul Brigger              | FC Sion                   | Igor Dobrovolski      | Servette FC        |
| 1992 – 1993 | Ciriaco Sforza                 | Grasshopper-Club          | Sonny Anderson        | Servette FC        |
| 1993 – 1994 | Thomas Bickel                  | Grasshopper-Club          | Giovane Élber         | Grasshopper-Club   |
| 1994 – 1995 | Néstor Subiat                  | Grasshopper-Club          | Petar Aleksandrov     | Neuchâtel Xamax    |
| 1995 – 1996 | Kubilay Türkyilmaz             | Grasshopper-Club          | Viorel Moldovan       | Neuchâtel Xamax    |
| 1996 – 1997 | Kubilay Türkyilmaz             | Grasshopper-Club          | Viorel Moldovan       | Grasshopper-Club   |
| 1997 – 1998 | Kubilay Türkyilmaz             | Grasshopper-Club          | Shabani Nonda         | FC Zürich          |

## "ASF/SFV en ASL"-verkiezing
| Seizoen     | Zwitsers voetballer | Zwitsers voetballer | Zwitsers voetbalster | Zwitsers voetbalster |
| Seizoen     | Winnaar             | Club                | Winnaar              | Club                 |
| ----------- | ------------------- | ------------------- | -------------------- | -------------------- |
| 1997 – 1998 | Stefan Rehn         | FC Lausanne-Sport   | Sonja Spinner        | SV Seebach           |
| 1998 – 1999 | Alexandre Rey       | Servette FC         | Kathrin Lehmann      | SV Seebach           |
| 1999 – 2000 | Charles Amoah       | FC St. Gallen       | Béatrice Mettler     | FC Schwerzenbach     |
| 2000 – 2001 | Stéphane Chapuisat  | Grasshopper-Club    | Mirjam Benz          | FC Bern              |
| 2001 – 2002 | Murat Yakin         | FC Basel            | Monica di Fonzo      | FC Sursee            |
| 2002 – 2003 | Hakan Yakin         | FC Basel            | Prisca Steinegger    | SV Seebach           |
| 2003 – 2004 | Stéphane Chapuisat  | BSC Young Boys      | Lara Dickenmann      | FC Sursee            |
| 2004 – 2005 | Ricardo Cabanas     | Grasshopper-Club    | Marisa Brunner       | FC Luwin             |
| 2005 – 2006 | Matías Delgado      | FC Basel            | Vanessa Bürki        | FFC Zuchwil 05       |
| 2006 – 2007 | Mladen Petrić       | FC Basel            | Marisa Brunner       | SC Freiburg          |
| 2007 – 2008 | Hakan Yakin         | BSC Young Boys      | Marina Keller        | FC Schwerzenbach     |
| 2008 – 2009 | Seydou Doumbia      | BSC Young Boys      | Ramona Bachmann      | Umeå IK              |
| 2009 – 2010 | Seydou Doumbia      | BSC Young Boys      | Caroline Abbé        | FC Yverdon           |
| 2010 – 2011 | Alexander Frei      | FC Basel            |                      |                      |
| 2011 – 2012 | Alexander Frei      | FC Basel            |                      |                      |
| 2012 – 2013 | Mohamed Salah       | FC Basel            |                      |                      |
| 2013 – 2014 | Shkëlzen Gashi      | Grasshopper-Club    |                      |                      |
| 2014 – 2015 | Breel Embolo        | FC Basel            |                      |                      |
| 2015 – 2016 | Guillaume Hoarau    | BSC Young Boys      |                      |                      |
| 2016 – 2017 | Michael Lang        | FC Basel            |                      |                      |
| 2017 – 2018 | Kevin Mbabu         | BSC Young Boys      |                      |                      |